# 施無畏印

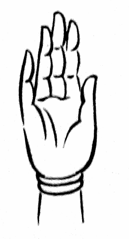
施無畏印

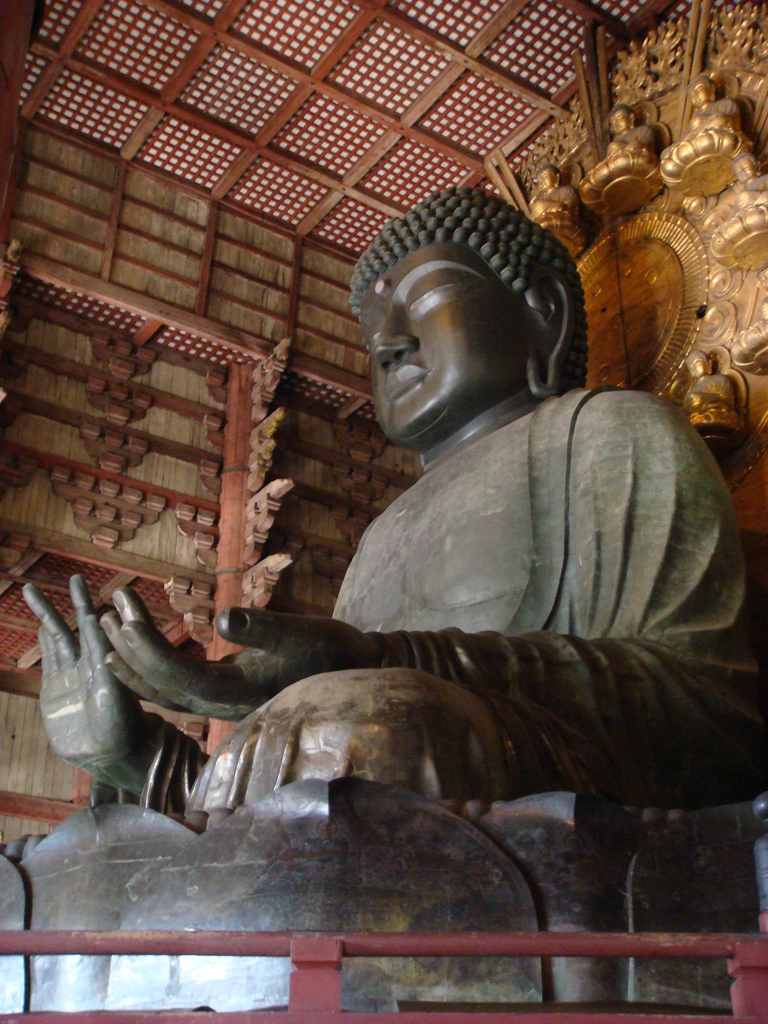
東大寺盧舎那仏像（左手は与願印を結ぶ）

施無畏印（せむいいん、梵: abhaya mudrā）は、安心を意味する印相であり、ヒンドゥー教や仏教をはじめとしたインドの宗教における恐怖の払拭や、神の加護、幸福などを象徴する。右手を肩の高さまで上げ、手のひらを外側を向け、指は上へと向ける 。願いの実現を象徴する与願印とともに用いられることも多く、釈迦如来像などに見られる。

## 概要
加護や平和、慈悲、恐怖の払拭などを象徴し、ヒンドゥー教、仏教、ジャイナ教、シク教などの像で数多く用いられる、最古の印相の1つである。ヒンドゥー教の神であるシヴァは、第二の右手が施無畏印を結ぶ姿で描かれており、ダルマの正義に従う人々に対して、悪と無知からの加護を授けている。上座部仏教では通常、右手を肩の高さまで上げ、腕を曲げて手のひらを外側に向け、指は閉じた状態で上へ向ける。これは立った状態で行われ、左手は通常、垂らしたままにしておく。タイやラオスでは、この印相は歩く仏陀像に関連付けられており、両手で施無畏印を結ぶ像も存在する。
施無畏印は、仏教誕生以前から、初対面の人と会う際に、善意の象徴として使用されていたとされる。ガンダーラの芸術では、説諭を示す際に用いられる。また、4世紀と7世紀の北魏時代と隋代には中国でも用いられた。
釈迦が、提婆達多（アジャータシャトルによるとも言われる）の手によって酔った象に襲われた際には、その象を鎮圧するために施無畏印を結んだ。大乗仏教では、もう一方の手を用いて他の印相と組み合わせた像も見られる。

## ギャラリー
- 不空成就如来像（ボロブドゥール遺跡）
- 釈迦如来像（室生寺）
- 天壇大仏
- パールヴァティー像[4]
- ヴィシュヌ像
- サラスヴァティー像